# Cyprus Cup 2023
La Cyprus Cup 2023 è stata la quattordicesima edizione della Cyprus Cup, torneo a inviti rivolto a rappresentative Nazionali di calcio femminile che si svolge a Cipro. Il torneo si è disputato tra il 16 e il 22 febbraio 2023, e ha visto la vittoria della Finlandia, al suo primo titolo nella competizione.

## Formula del torneo
L'edizione, dopo aver abbandonato la formula a dodici squadre fino all'edizione 2019 e aver introdotto quella a sei squadre, poi ridotte a cinque per la rinuncia della Thailandia, nella successiva del 2020 condizionata dalle restrizioni dovute alla pandemia di COVID-19, riprende dopo due anni di sospensione con un quadrangolare tra le nazionali di Croazia, Finlandia, Romania, all'esordio assoluto nel torneo, e Ungheria.

## Stadi
| Stadio                           | Città   | Capacità |
| -------------------------------- | ------- | -------- |
| Gymnastikos Syllogos Zīnōn       | Larnaca | 13 032   |
| AEK Arena - Georgios Karapatakis | Larnaca | 7 400    |

## Nazionali partecipanti
| Squadra   | FIFA/Coca-Cola Women's World Ranking (9 dicembre 2022) |
| --------- | ------------------------------------------------------ |
| Finlandia | 31                                                     |
| Romania   | 40                                                     |
| Ungheria  | 42                                                     |
| Croazia   | 60                                                     |

### Classifica
| Pos. | Squadra   | Pt | G | V | N | P | GF | GS | DR  |
| ---- | --------- | -- | - | - | - | - | -- | -- | --- |
| 1.   | Finlandia | 9  | 3 | 3 | 0 | 0 | 16 | 1  | +15 |
| 2.   | Croazia   | 6  | 3 | 2 | 0 | 1 | 4  | 4  | 0   |
| 3.   | Romania   | 3  | 3 | 1 | 0 | 2 | 2  | 7  | -5  |
| 4.   | Ungheria  | 0  | 3 | 0 | 0 | 3 | 1  | 11 | -10 |

Tutti gli orari sono in ora locale (UTC+2)
| Arbitro: | Ferrieri Caputi |

|                      |           |           |
| Oprea 32’ Vătafu 50’ | Marcatori | 16’ Szabó |

| Arbitro: | Huerta de Aza |

|            |           |                                                   |
| Nevrkla 8’ | Marcatori | 3’ Summanen 15’ Sällström 62’ Ahtinen 69’ Rantala |

| Arbitro: | Olofsson |

|                                                                                  |           |  |
| Collin 21’ Koivisto 35’ Danielsson 43’, 88’ Sällström 67’, 77’, 78’ Summanen 85’ | Marcatori |  |

| Arbitro: | Welch |

|  |           |                         |
|  | Marcatori | 51’ Nevrkla 57’ Rudelić |

| Arbitro: | Huerta de Aza |

|                                                |           |  |
| Rantala 9’ Kollanen 43’ Heroum 76’ Franssi 84’ | Marcatori |  |

| Arbitro: | Ferrieri Caputi |

|  |           |             |
|  | Marcatori | 54’ Rudelić |

## Classifica marcatrici
4 reti
- Linda Sällström

2 reti
- Kristina Nevrkla
- Ivana Rudelić
- Jenny Danielsson
- Jutta Rantala
- Eveliina Summanen

1 rete
- Olga Ahtinen
- Kaisa Collin
- Sanni Franssi
- Nora Heroum
- Heidi Kollanen
- Vilma Koivisto
- Viktória Szabó
- Olivia Oprea
- Ștefania Vătafu